# 北川定務
北川 定務（きたがわ さだむ、1900年（明治33年）3月31日 - 1963年（昭和38年）2月22日）は、昭和期の弁護士、検察官、政治家。衆議院議員。

## 経歴
佐賀県小城郡芦刈村（芦刈町を経て現小城市）で生れる。1926年（大正15年）3月、日本大学法文学部法律学科（英法）を卒業した。1927年（昭和2年）12月、高等試験司法科試験に合格し、1928年（昭和3年）4月、司法官試補に任官。
1929年（昭和4年）11月、予備検事となる。1930年（昭和5年）11月、台北地方法院検察官に任じられ、以後、高雄支部検察官、台北地方法院検察官を歴任し、1945年（昭和20年）台湾高等法院検察官に就任し終戦を迎えた。
帰国後、1947年（昭和22年）佐賀市で弁護士を開業し、佐賀県弁護士会長も務めた。
1947年4月、第23回衆議院議員総選挙に佐賀県全県区から民主自由党公認で出馬して次点で落選。1949年（昭和24年）1月の第24回総選挙に出馬して当選し、その後自由党に所属して衆議院議員に1期在任した。以後、第25回、第26回総選挙に立候補したがいずれも落選した。